# اریش کوههکال
اریش کوههکال (انگلیسی: Erich Kühnhackl؛ زادهٔ ۱۷ اکتبر ۱۹۵۰) بازیکن هاکی روی یخ اهل آلمان است.